# 東埃文 (紐約州)
東埃文（英語：East Avon）是位於美國紐約州利文斯頓縣的普查規定居民點。

## 人口
根據2020年美國人口普查的數據，東埃文的面積為3.40平方千米，皆為陸地。當地共有人口618人，而人口密度為每平方千米181.76人。